# Hofkirchen im Traunkreis
Hofkirchen im Traunkreis osztrák község Felső-Ausztria Linzvidéki járásában. 2020 januárjában 1948 lakosa volt. 

## Elhelyezkedése

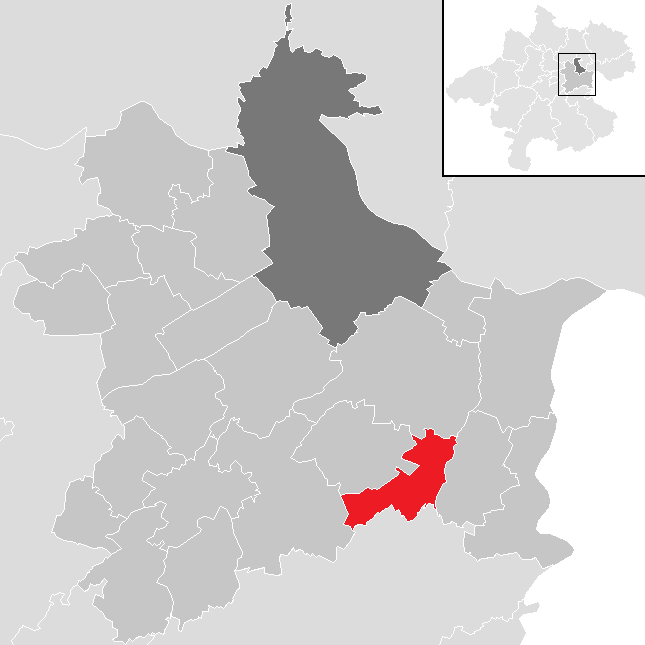
Hofkirchen im Traunkreis a Linzvidéki járásban

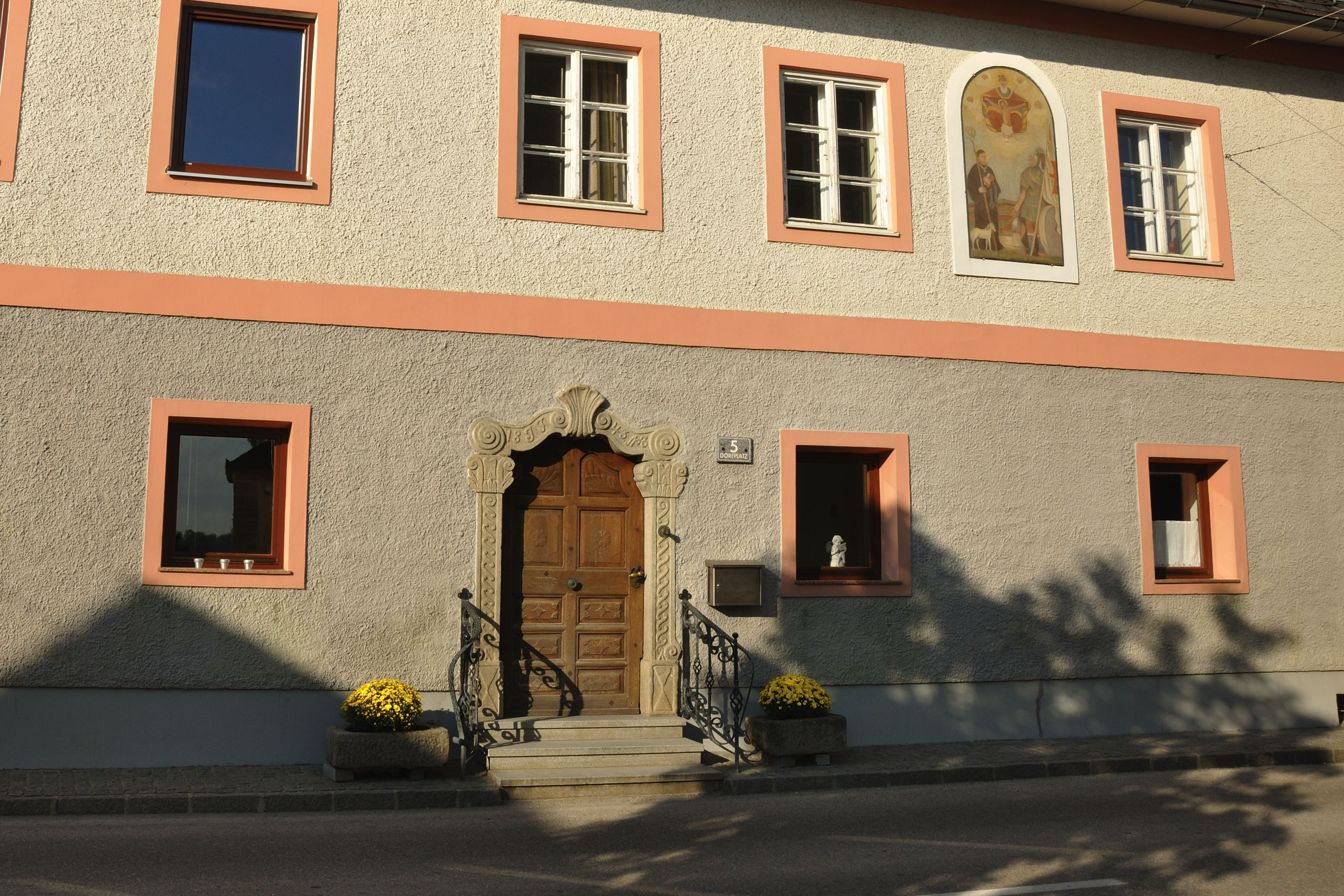
A műemléki védettségű Voglsam fogadó

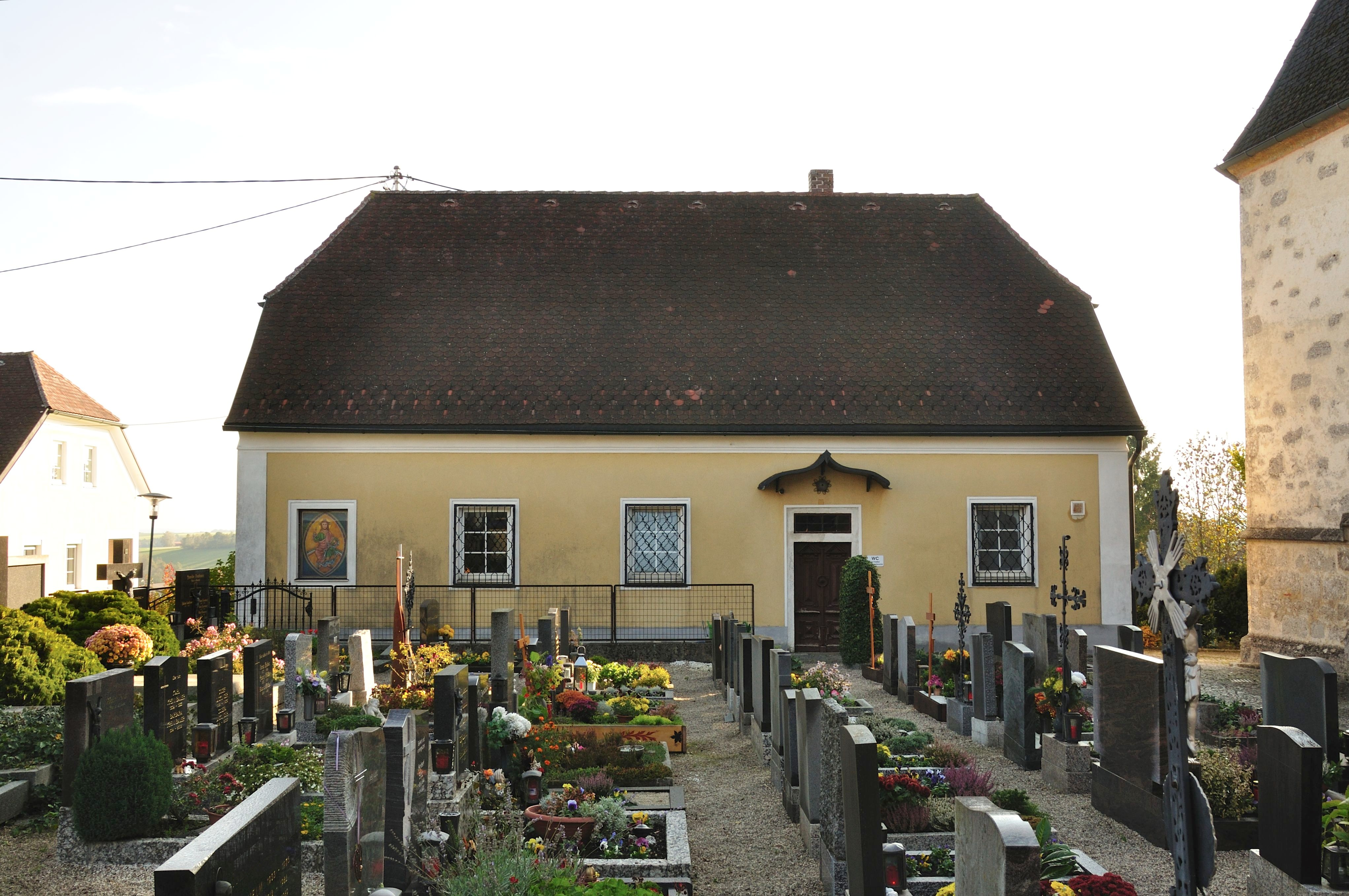
A volt katolikus plébánia

Hofkirchen im Traunkreis a tartomány Traunviertel régiójában fekszik az Enns és Traun folyók közötti hátságon, az Iglbach és a Hagleitenbach patakok mentén. Területének 12,3%-a erdő, 78,3% áll mezőgazdasági művelés alatt. Az önkormányzat 5 településrészt, illetve falut egyesít: Harmannsdorf (252 lakos 2020-ban), Hofkirchen im Traunkreis (1310), Kiebach (64), Lanzenberg (179) és Rappersdorf (143).  
A környező önkormányzatok: nyugatra Sankt Marien, északnyugatra Niederneukirchen, északra Sankt Florian, keletre Hargelsberg, délre Wolfern.  

## Története
Hofkirchent 1272-ben említik először. Térsége eredetileg a Bajor Hercegség keleti határvidékéhez tartozott, a 12. században került át az Osztrák Hercegséghez. 
A napóleoni háborúk során a községet több alkalommal megszállták. 
A köztársaság 01918-as megalakulása után Hofkirchen Felső-Ausztria tartomány része lett. Miután a Német Birodalom 1938-ban annektálta Ausztriát, az Oberdonaui gauba sorolták be. A második világháború után az ország függetlenné válásával ismét Felső-Ausztriához került.

## Lakosság
A Hofkirchen im Traunkreis-i önkormányzat területén 2020 januárjában 1948 fő élt. A lakosságszám 1971 óta dinamikusan növekszik, több mint kétszeresése duzzadt. 2018-ban a helybeliek 92,1%-a volt osztrák állampolgár; a külföldiek közül 1,6% a régi (2004 előtti), 5,1% az új EU-tagállamokból érkezett. 2001-ben a lakosok 83,3%-a római katolikusnak, 2,2% evangélikusnak, 3,6% mohamedánnak, 8,3% pedig felekezeten kívülinek vallotta magát. Ugyanekkor 3 magyar élt a községben; a legnagyobb nemzetiségi csoportokat a német (94,5%) mellett a törökök (1,8%) és a horvátok (1,1%) alkották. 
A népesség változása:

| 2016 | 1 857 |
| 2018 | 1 899 |

## Látnivalók
- a későgótikus Szt. Miklós-plébániatemplom
- a nyeregkészítő-múzeum

## Fordítás
- Ez a szócikk részben vagy egészben  a   Hofkirchen im Traunkreis című német Wikipédia-szócikk ezen változatának fordításán alapul.  Az eredeti cikk szerkesztőit annak laptörténete sorolja fel. Ez a jelzés csupán a megfogalmazás eredetét és a szerzői jogokat jelzi, nem szolgál a cikkben szereplő információk forrásmegjelöléseként.